# Grete Treier
Grete Treier (Tartu, 12 de desembre de 1977) fou una ciclista estoniana, professional del 2007 al 2013. Del seu palmarès destaquen nombrosos campionats nacionals, tant en ruta com en contrarellotge.

## Trajectòria
El mateix any del seu debut, el 2006, Treier va guanyar el Campionat d'Estònia en contrarellotge i la Copa de França de carretera. Als Jocs Olímpics de Pequín de 2008 va acabar en 30a posició a la prova en ruta i als de 2012 ho va fer en 17a.
Al Giro d'Itàlia Femení 2007, tot i no obtenir victòries parcials va acabar en els llocs davanters (entre les 9 primeres) en set de les nou etapes i va aconseguir la vuitena posició a la classificació general final.
Fora del seu país va destacar sobretot al Tour Féminin a Limousin, on va obtenir la victòria en dues ocasions, 2010 i 2011, a més d'aconseguir dues victòries parcials el 2010.
Des del 2006 va guanyar sis Campionats d'Estònia en ruta i cinc en contrarellotge.

## Palmarès
- 2006
  -  Campiona d'Estònia en contrarellotge
  - 1a a la Copa de França
  - Vencedora d'una etapa a l'Eko Tour Dookola Polski
- 2007
  -  Campiona d'Estònia en ruta
  -  Campiona d'Estònia en contrarellotge
  - Vencedora d'una etapa a la Volta a Polònia
- 2008
  -  Campiona d'Estònia en ruta
  -  Campiona d'Estònia en contrarellotge
  - Vencedora d'una etapa a la Volta a Turíngia
- 2010
  -  Campiona d'Estònia en ruta
  -  Campiona d'Estònia en contrarellotge
  - 1a al Tour féminin en Limousin i vencedora de 2 etapes
- 2011
  -  Campiona d'Estònia en ruta
  -  Campiona d'Estònia en contrarellotge
  - 1a al Tour féminin en Limousin
- 2012
  -  Campiona d'Estònia en ruta
  -  Campiona d'Estònia en contrarellotge